# 球面天文学
球面天文学（きゅうめんてんもんがく、英: spherical astronomy）は地球上の特定の日時、観測位置を与えて天球上の天体の位置を決定するのに使用される天文学の部門。これは天文学の最も古い部門の1つで、球面幾何学の数学的手法と位置天文学の観測に拠る。
球面天文学の起源は古代までさかのぼる。天体観測の必要性は宗教や占星術にとってずっと重要であり、また時刻の決定と航海にとっても同様である。実際に天球上の天体の位置測定の科学は位置天文学として知られている。
球面天文学の基本要素は座標系と時刻である。天体の座標には赤道座標が使われる。これは地球の赤道の天球への投射面を基準としている。この座標系では赤経(α)と赤緯(δ)で天体の位置を表す。必要なら観測地点の緯度と地方時を使って地平座標に変換できる。これは高度と方位で天体の位置を表す。
星や銀河などの天体の座標は星表に記載されている。そこには特定の年での天体の位置に表にまとめられている。しかし時間がたつにつれて歳差と章動によって座標はわずかに移動する。地球の動きによるこれらの変化のため、星表は定期的に発行される。
天体暦は太陽と惑星の位置を決定するのに使用される。これには特定の日時での天球上での位置が記載されていて、必要なら適当な座標に変換をする。
半分は常に地平線下あって一度には見えないが、人間は通常裸眼で約6000個の恒星を見ることができる。現代の星図では天球は88の星座に分割され、すべての星がどれかの星座に属している。星座は航海の役に立つ。現在、ポラリス（現在の北極星）は北半球では観測者から真北の方向近くにあり、1日中天の北極近くに位置する。

## 関連現象
- 合となったどうしの惑星を結ぶと太陽系中心を通る線となる。
- 黄道は惑星軌道を含む平面のことで、通常は地球軌道を含む平面を指す。
- 離角 は惑星と観測点と太陽系中心が成す角度を指す。
- 地球より軌道の大きい惑星を外惑星、 地球より内側を回る水星、金星を内惑星という。
- 内惑星が合となった時、太陽面通過が起こるかもしれない。

## 位置天文学に関連した古代遺跡
- チチェン・イッツァ
- ピラミッド
- ストーンヘンジ